# Georg von Sodenstern
Georg von Sodenstern (15 novembre 1889 à Cassel – 20 juillet 1955 à Francfort-sur-le-Main) est un General der Infanterie allemand qui a servi au sein de la Wehrmacht pendant la Seconde Guerre mondiale.
Il a été décoré de la Croix de chevalier de la Croix de fer, qui récompense un acte de grande bravoure sur le champ de bataille ou un commandement militaire couronné de succès.

## Biographie
Après sa formation de cadet, Georg von Sodenstern s'engage le 13 mars 1909 comme enseigne dans le 62e régiment d'infanterie, dans lequel il est promu lieutenant le 27 janvier 1910.
Chef d'état-major du groupe d'armées C depuis la fin août 1939, von Sodenstern devient celui du groupe d'armées A en remplacement d'Erich von Manstein le 6 février 1940.

## Décorations
- Croix de fer (1914)
  - 2e Classe
  - 1re Classe
- Croix d'honneur
- Agrafe de la Croix de fer (1939)
  - 2e Classe
  - 1re Classe
- Médaille du Front de l'Est
- Croix allemande en Or (2 janvier 1943)
- Croix de chevalier de la Croix de fer
  - Croix de chevalier le 19 juillet 1940 en tant que Generalleutnant et Chef des Generalstabes Heeresgruppe A[1]